# Безнапірні води
Безнапі́рні во́ди (рос. безнапорные воды; англ. free water, gravity water, gravitational water; нім. drucklose Wässer, drucklose Filtration) — підземні води, які мають вільну поверхню (тиск на яку дорівнює атмосферному), а також води в наземних водостоках і водоймах, у трубах при неповному їх заповненні. 
Підземні безнапірні води містяться в першому від поверхні водопроникному шарі, утворюючи ґрунтові води, верховодку або не повністю насичують глибокозалеглий водопроникний шар. Рух безнапірних вод у породах відбувається під дією сили тяжіння в напрямку похилу. Рівень безнапірних вод у підземних виробках, на відміну від напірних вод, установлюється на глибині їх появи без відкачування.